# Konrad von Erlichshausen
Konrad von Erlichshausen (... – 7 novembre 1449) è stato il trentesimo Gran maestro dell'Ordine teutonico dal 1441 fino alla sua morte.

## Biografia
Konrad proveniva da Ellrichshausen in Svevia, oggi parte di Satteldorf nel Baden-Württemberg. Nei primi anni della sua carriera fu un grande alleato di Michael Küchmeister von Sternberg e successivamente, sotto la reggenza di quest'ultimo, ottenne il titolo di Gran Komtur e Gran Maresciallo.
Dopo la sconfitta del Gran Maestro nella battaglia di Grunwald (1410) e i risultati della Prima Pace di Toruń (1411), il potere dell'ordine iniziò a venir meno. I debiti e le alte tasse richieste causarono una forte opposizione della regione della Prussia e delle città della Lega Anseatica. L'opinione di Konrad si trovava in conflitto con quella del Gran Maestro Paul von Rusdorf, il che causò un suo declassamento. Egli guidò l'opposizione dell'ordine che forzo von Rusdorf a dare le proprie dimissioni dall'incarico di Gran Maestro dell'Ordine teutonico il 2 gennaio 1441.
Dopo essere stato scelto come Gran Maestro nel 1441, Konrad tentò di riformare l'Ordine Teutonico provando a negoziare un compromesso con le città prussiane e con coloro che avevano contribuito alla formazione della Confederazione Prussiana.
Durante il suo governo, nel 1443, Konrad resse la Fortezza di Handfeste a Orzysz con un'area di 790.000 ettari. Mentre era in visita a Szestno egli rinnovò le leggi locali e a Mrągowo il 20 febbraio 1444, i diritti cittadini. Successivamente fondò la città di Kruszewiec presso Kętrzyn.
I piani di Konrad, ad ogni modo, non si realizzarono completamente dal momento che egli morì nel 1449 e venne sepolto nel mausoleo sottostante la Cappella di Sant'Anna del castello di Marienburg, come molti dei suoi predecessori. Gli succedette il nipote, Ludwig von Erlichshausen, che guidò l'ordine nella guerra dei Tredici anni.